# 洛克海吉
洛克海吉，是匈牙利佐洛州所辖的一个村，总面积8.58平方公里，总人口488，人口密度56.9人/平方公里（2010年1月1日）。